# Torneo Súper 8 de Básquet
Il Torneo Súper 8 de Básquet, o semplicemente Súper 8, era una competizione di pallacanestro organizzata in Argentina, che si disputava solitamente a metà della stagione della Liga Nacional de Básquet. Veniva giocato nel mese di dicembre, poco prima della consueta pausa di fine anno, e si svolgeva interamente in un unico palazzetto.
Nella sua decima edizione, il torneo subì una modifica importante riguardo alla sede delle partite: non fu più giocato in un'unica sede, ma in più impianti, con un calendario distribuito su più giorni, comprensivo di giornate di riposo tra una fase e l’altra.
Il vincitore del torneo otteneva un posto nella Liga Sudamericana .
A partire dalla stagione 2015-2016, il torneo è stato definitivamente sospeso e poi sostituito.

## Storia
Il torneo iniziò a disputarsi nel 2005, come erede del precedente Torneo Top 4 de Básquet, al quale accedevano solamente quattro squadre, mentre nel nuovo formato partecipavano otto club. Un’altra novità introdotta fu il cambio di sede: mentre le edizioni del Top 4 si erano giocate esclusivamente nella Provincia di Santa Fe, il Súper 8 cominciò a disputarsi in località differenti.
La prima edizione vide la partecipazione delle prime quattro classificate di ciascuna zona della Liga Nacional 2005-2006. La sede dell'edizione inaugurale fu Junín, e il torneo si svolse dal 15 al 18 dicembre del 2005. Il titolo andò al Libertad Sunchales, che si impose in finale per 3 punti sulla squadra di casa, Argentino de Junín.
La seconda edizione, disputata a Neuquén, fu vinta dal Peñarol M. d. Plata, che superò il Boca Juniors con un solo punto di scarto (75-74).
La terza edizione si giocò presso il Polideportivo Islas Malvinas di Mar del Plata, dove il Libertad Sunchales conquistò nuovamente il titolo, battendo in finale il Regatas Corrientes, ancora una volta con uno scarto minimo di un punto.
Nel 2008, il torneo si tenne nello Stadio Obras Sanitarias di Buenos Aires, dove la squadra di casa, Obras Sanitarias, fu sconfitta in finale dal Regatas Corrientes, che si aggiudicò il titolo dopo la finale persa nella stagione precedente.
L’edizione successiva tornò a Mar del Plata, dove il Peñarol M. d. Plata, padrone di casa, si aggiudicò nuovamente il titolo. Nel 2010, fu Formosa a ospitare il torneo: per la prima volta trionfò l'Atenas Córdoba, diventando la quarta squadra diversa a vincere la competizione.
La città di Mar del Plata ospitò ancora una volta il torneo nel 2011, edizione nella quale il Milrayitas (soprannome del Peñarol M. d. Plata) si laureò campione con una prestazione di rilievo in finale di Andrés Nocioni. Nel 2012, la sede fu Corrientes, mentre nel 2013 il torneo si disputò per la prima volta a Mendoza, tra il 18 e il 21 dicembre, presso il Polideportivo Municipal Gustavo “Torito” Rodríguez di San Martín.
Per la decima edizione, il formato del torneo subì un cambiamento significativo: non si giocò più in un’unica sede, ma in più palazzetti, con una durata maggiore rispetto ai tradizionali quattro giorni. Furono introdotte anche pause tra una fase e l’altra, rendendo la competizione più articolata e distribuita nel tempo.

## Formato
Il torneo veniva disputato da otto squadre, selezionate al termine della prima fase della Liga Nacional de Básquet. Durante le prime nove edizioni, i partecipanti erano i primi tre classificati di ciascuna zona, il miglior quarto classificato e una squadra invitata. A partire dalla decima edizione, nel 2014, si qualificano automaticamente le quattro migliori squadre di ciascuna conferenza.
La formula del torneo è quella del play-off in gara secca: si tratta quindi di eliminatorie dirette, dove chi perde viene immediatamente eliminato, mentre chi vince accede al turno successivo. Le squadre classificate ai primi due posti di ciascuna zona vengono designate come teste di serie e non si affrontano tra loro nella prima fase.
Durante le prime nove edizioni, il torneo si disputava nell’arco di quattro giorni consecutivi e in un’unica sede. Nel 2014, con la decima edizione, il formato è stato modificato, prevedendo lo svolgimento delle gare in sedi diverse.

## Albo d'oro
| Edizione      | Sede                | Campione            | Risultato | Finalista           | MVP                 |
| ------------- | ------------------- | ------------------- | --------- | ------------------- | ------------------- |
| 2005 Dettagli | Junín               | Libertad Sunchales  | 86-83     | Argentino de Junín  | Román González      |
| 2006 Dettagli | Neuquén             | Peñarol M. d. Plata | 75-74     | Boca Juniors        | Gabriel Mikulas     |
| 2007 Dettagli | Mar del Plata       | Libertad Sunchales  | 69-68     | Regatas Corrientes  | Robert Battle       |
| 2008 Dettagli | Buenos Aires        | Regatas Corrientes  | 68-62     | Obras Sanitarias    | Federico Kammerichs |
| 2009 Dettagli | Mar del Plata       | Peñarol M. d. Plata | 74-67     | Atenas Córdoba      | Leonardo Gutiérrez  |
| 2010 Dettagli | Formosa             | Atenas Córdoba      | 92-85     | Peñarol M. d. Plata | Miguel Gerlero      |
| 2011 Dettagli | Mar del Plata       | Peñarol M. d. Plata | 78-75     | Libertad Sunchales  | Facundo Campazzo    |
| 2012 Dettagli | Corrientes          | Regatas Corrientes  | 77-63     | Quimsa              | Paolo Quinteros     |
| 2013 Dettagli | San Martín          | Peñarol M. d. Plata | 82-76     | Quimsa              | Facundo Campazzo    |
| 2014 Dettagli | Santiago del Estero | Quimsa              | 91-80     | Obras Sanitarias    | Nicolás Aguirre     |

## Titoli per squadra
| Squadra             | Campioni | Finalisti | Edizioni vinte         | Edizioni finale |
| ------------------- | -------- | --------- | ---------------------- | --------------- |
| Peñarol M. d. Plata | 4        | 1         | 2006, 2009, 2011, 2013 | 2010            |
| Libertad Sunchales  | 2        | 1         | 2005, 2007             | 2011            |
| Regatas Corrientes  | 2        | 1         | 2008, 2012             | 2007            |
| Quimsa              | 1        | 2         | 2014                   | 2012, 2013      |
| Atenas Córdoba      | 1        | 1         | 2010                   | 2009            |
| Obras Sanitarias    | 0        | 2         | –                      | 2008, 2014      |
| Boca Juniors        | 0        | 1         | –                      | 2006            |
| Argentino de Junín  | 0        | 1         | –                      | 2005            |